# Scarab (Band)
Scarab ist eine ägyptische Death-Metal-Band aus Kairo, die im Jahr 2006 gegründet wurde.

## Geschichte
Nachdem die Band Hatesuffocation im Jahr 2001 gegründet wurde, zwei EPs veröffentlichte und sich 2006 wieder auflöste, entschieden sich deren Mitglieder noch im selben Jahr eine neue Gruppe unter dem Namen Scarab zu gründen. Nachdem eine erste EP im Jahr 2007 veröffentlicht worden war, nahm die Gruppe 2009 ihr Debütalbum Blinding the Masses auf. Im selben Jahr spielte die Gruppe zudem auf dem deutschen With Full Force und dem Dubai Desert Rock Festival. Nachdem das Album im selben Jahr in Eigenveröffentlichung erschienen war, war für 2011 die Veröffentlichung des nächsten Albums Serpents of the Nile geplant, was jedoch immer noch nicht passiert ist. Seit 2009 ist die Gruppe bei Osmose Productions unter Vertrag, worüber das Debütalbum wiederveröffentlicht wurde.

## Stil
Laut Aly Hassab El Naby von chroniclesofchaos.com verarbeite die Band auf Blinding the Masses Einflüsse von verschiedenen Death-Metal-Bands wie Morbid Angel, Behemoth, Cannibal Corpse und Nile. Die Band greife antike ägyptische Klänge auf und verarbeite auch deren Thematik, wie das Symbol Anch, in ihren Liedern.

## Diskografie
- 2007: Valley of the Sandwalkers (EP, Eigenveröffentlichung)
- 2009: Blinding the Masses (Album, Eigenveröffentlichung)